# Euryclytosemia nomurai
Euryclytosemia nomurai là một loài bọ cánh cứng trong họ Cerambycidae.